# Саидзода, Рахим Хамро
Саидзода Рахим Хамро (тадж. Саидзода Раҳим Ҳамро; при рождении Рахим Рахимджон Хамрокулович; тадж. Раҳимҷон Ҳамроқулович Саидзода; род. 7 июня 1969, Московский район, Кулябская область, Таджикская ССР) — таджикский учёный и государственный деятель. Доктор технических наук (2018), профессор. 
С февраля 2022 года возглавляет Министерство образования и науки Республики Таджикистан.

## Биография
Рахимджон Саидзода родился 7 июня 1969 года в Московском районе (ныне район им. Хамадони) Кулябской области Таджикской ССР. После окончания средней школы в с 1986 по 1993 год учился на автодорожном факультете Таджикского политехнического института. Во время учёбы с 1987 по 1989 год служил в рядах Советской Армии, в городе Горький.
Свою научную карьеру он начал в 1995 на кафедре «Безопасность деятельности человека и экология» Таджикского технического университета (ТТУ), где через два года получил повышение. В 1998 году, будучи старшим преподавателем на той же кафедре, защитил кандидатскую диссертацию на тему «Сплавы алюминия и бериллия с некоторыми редкоземельными материалами». В 2003 году, после недолгого руководства научно-исследовательским сектором ТТУ, занял пост заведующего кафедрой безопасности человеческой и экологической деятельности. Следующим шагом в его карьере стало назначение директором Политехнического колледжа ТТУ в 2005 году.
Первой должностью на государственной службе для него стало место начальника отдела аттестации, аккредитации и лицензирования образовательных учреждений Государственной службы по надзору в сфере образования Министерства образования Республики Таджикистан, которое он занимал с 2009 по 2010 год. Спустя год он возглавил Государственную службу по надзору в сфере образования Министерства образования, а в 2015 году перешёл на должность начальника отдела начального и среднего профессионального образования Министерства образования и науки Республики Таджикистан.
В 2017 году он вернулся на работу в ТТУ, в качестве первого заместителя проректора по учебной работе и в это же время защитил докторскую диссертацию на тему «Структура и физико-химические свойства легких сплавов алюминия с редкими и щелочными металлами». Помимо докторской степени, в ТТУ он получил звание профессора. С 2019 по 2022 год работал исполнительным директором Филиала Национального исследовательского технологического университета «МИСиС» в Душанбе.
Указом Президента Республики Таджикистан от 21 февраля 2022 года назначен Министром образования и науки Республики Таджикистан. На этом посту он смог заручиться поддержкой ЮНЕСКО в достижении целей, предусмотренных Национальной стратегией развития образования в Таджикистане, а также способствовал открытию в Таджикистане пяти школ с программой обучения на русском языке.

## Награды
- Орден Исмоили Сомони (1999) — за достижения в области науки и техники[1].
- Знак «Отличник образования Таджикистана» (2010)[1].